# Pavel Josef Vejvanovský
Pavel Josef Vejvanovský (ur. ok. 1639 w Hukvaldach, zm. 24 lipca 1693 w Kromieryżu)  – czeski kompozytor i trębacz okresu baroku.
Kształcił się w latach 1656–1660 w gimnazjum jezuickim w Opawie, gdzie poznał m.in. wybitnego kompozytora niemieckiego Heinricha Bibera, który wywarł na jego twórczość duży wpływ. Po skończeniu studiów muzycznych rozpoczął działalność muzyczną jako członek nadwornej orkiestry .
Po odejściu Bibera w roku 1664 do Salzburga Vejvanovský objął jego stanowisko i został mianowany nadwornym trębaczem na zamku w Kromieryżu u rezydującego tam biskupa ołomunieckiego Karla Lichtensteina .
W 1666 Vejvanovský się ożenił, z małżeństwa tego narodziło się ośmioro dzieci. Rozwijała się również jego działalność artystyczna. Był honorowym obywatelem swojego miasta, brał udział także w innych projektach artystycznych, np. w katedrze św. Wacława w Ołomuńcu.
Jest autorem wielu kompozycji wokalno-instrumentalnych i instrumentalnych, szczególnie wyróżniają się utwory z wirtuozowską solową partią trąbki. Komponował zarówno muzykę świecką, jak i kościelną . Jest uważany, wraz z Adamem Michną, za najwybitniejszego kompozytora czeskiego XVII wieku.